# Ipomoea nephrosepala
Ipomoea nephrosepala är en vindeväxtart som beskrevs av Emilio Chiovenda. Ipomoea nephrosepala ingår i släktet praktvindor, och familjen vindeväxter. Inga underarter finns listade i Catalogue of Life.